# Ellenségesség

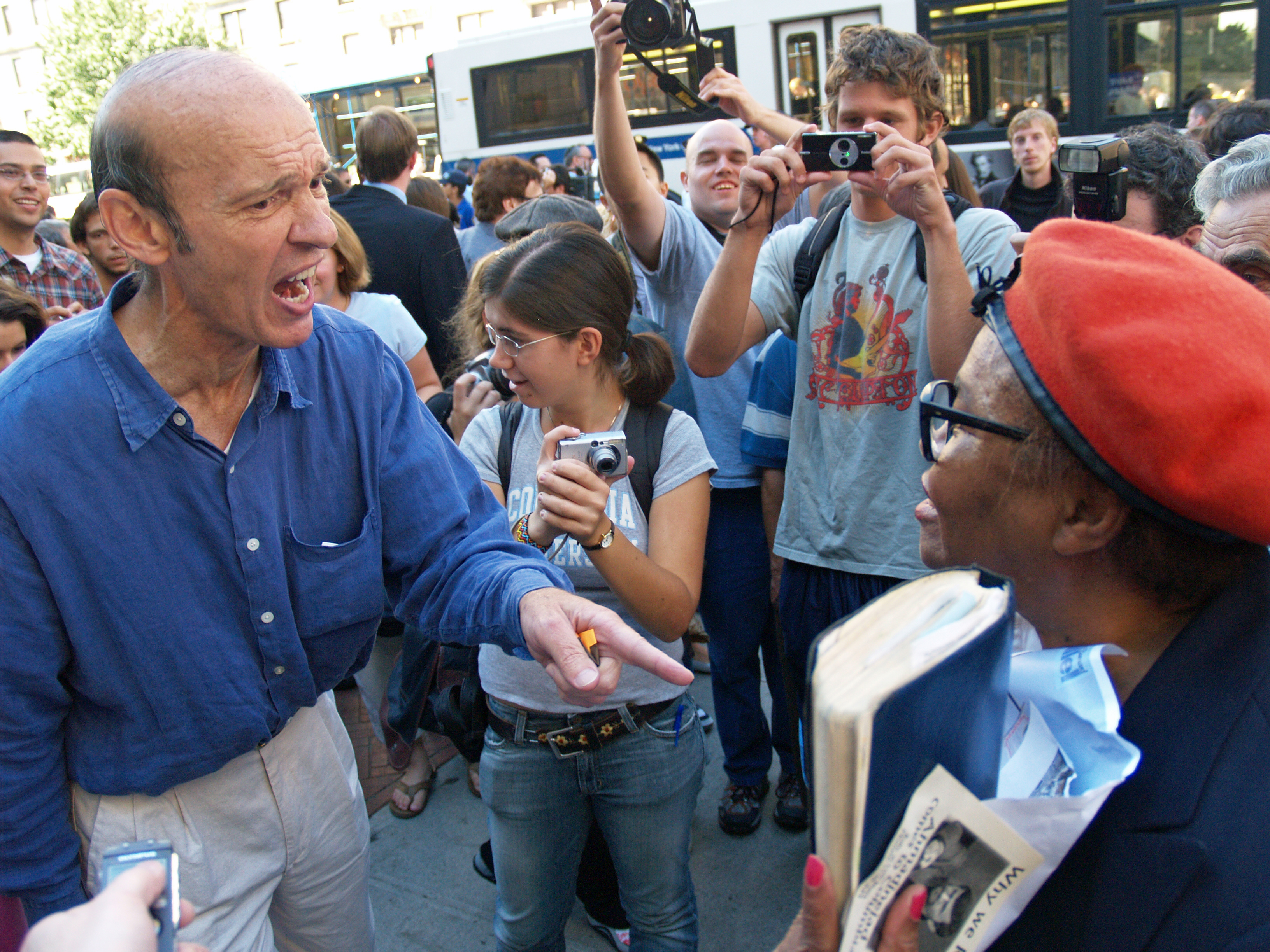
Ellenséges szóváltás a Columbia University egyetemen.

Az ellenségesség egyfajta érzelmileg töltött haragos viselkedés. A mindennapi beszédben a harag és agresszió szinonimája.
Számos pszichológiai elméletben megjelenik. Például a neuroticizmus felülete a NEO PI-ben és a személyiségpszichológiában, amelyet George Kelly fejlesztett ki.

## Kelly modellje
Pszichológiai kifejezésekkel leírva, Kelly az ellenségességet olyan szociális előrevetítés bizonyítékaként kezeli, amelyek megbuktak. Ahelyett, hogy újraépítené az elképzeléseit az illető úgy, hogy a meg nem erősített dolgok is helyet kapjanak benne, az ellenséges személy megkísérli ráerőltetni a világra a nézeteit, akkor is, hogy ez egyfajta reménykedést jelent, és akkor is ha ez mások vagy önmaga érzelmi kihasználását és/vagy megkárosítását jelenti. Ebben az értelemben az ellenségesség egyfajta pszichológiai kihasználás formája - egy kísérlet rá, hogy a valóságra a kívánt visszacsatolást erőltesse rá, akkor is ha ez tettlegességgel vagy megfélemlítéssel jár együtt, legyen szó egyénekről vagy csoportokról. Mindez annak érdekében történik, hogy a prekoncepciók minél szélesebb körben igazolva legyenek.  Ebben az értelemben az ellenségesség a kognitív disszonancia egy formája.
Míg a valóság megkérdőjelezése hasznos része lehet az életnek, és a kitartás a hiba esetében lehet egy értékes tulajdonság (például egy találmány vagy felfedezés esetén), az ellenségesség esetében úgy érvelnek, hogy a bizonyíték nincs megfelelően megemésztve, és így ugyanolyan hozzáállást produkál. Ehelyett azt állítják, hogy az ellenségesség elfojtásra vagy tagadásra utal, és "törölve" van a tudatosságból - a kedvezőtlen bizonyíték, amely arra utalhatna hogy az megelőző vélekedés hibás valamely mértékig, figyelmen kívül van hagyva és készakarva tagadásra kerül.

## Fordítás
- Ez a szócikk részben vagy egészben  a   Hostility című angol Wikipédia-szócikk ezen változatának fordításán alapul.  Az eredeti cikk szerkesztőit annak laptörténete sorolja fel. Ez a jelzés csupán a megfogalmazás eredetét és a szerzői jogokat jelzi, nem szolgál a cikkben szereplő információk forrásmegjelöléseként.